# Recinte fortificat de Foixà
El recinte fortificat de Foixà que envolta la vila de Foixà s'estén al vessant occidental del turó, des del sector oest de les muralles del castell fins a tocar a la riera d'en Llisquet. Es conserven vestigis de les muralles del recinte jussà. Les restes de muralla es troben entre les cases del barri de la Vila, al vessant de ponent del puig coronat pel castell de Foixà. Al sector meridional hi han llenços espitllerats a la base d'algunes façanes, en especialment a can Planiol, casal del segle xvi. El basament d'una pallissa propera pertany a la torre rectangular de l'angle sud-oest del recinte murat. En aquest segment hi destaca el portal adovellat d'arc de mig punt. A la dovella central hi ha un baix relleu que representa una creu amb una flor de lis al damunt, emblema de la senyoria de Foixà. Del llenç occidental en resten fragments de murs, paral·lels a la riera i rastres de la torre angular del nord-oest, també de planta rectangular o quadrada. Són gairebé imperceptibles les restes del sector septentrional. A llevant els murs s'unien a la fortificació de l'entorn del castell, al cim del turó. L'aparell de la muralla és de pedres grans, bastament esquadrades, que tendeixen a afilerar-se. La construcció del recinte fortificat de Foixà es pot datar entre els segles xiii i xiv.
El lloc de Foixà és documentat des de la primera meitat del segle xi, el primer esment és del 1019. El 1192 se cita per primera vegada a un senyor del castell, Arnau de Foixà. Del castell de Foixà no se'n coneixen, però, dades anteriors a la segona meitat del segle xiii. Foixà pertanyia al Comtat d'Empúries, vora el seu límit amb el de Girona. La jurisdicció del castell i lloc per part dels comtes emporitans fou sovint motiu de litigis i fins de fets bèl·lics. L'any 1285 Arnau de Foixà protagonitzà greus enfrontaments amb el comte Ponç V, el seu senyor natural, al qual acusava d'haver violat treves acordades. L'any 1303, una de les acusacions que feia el rei Jaume II a Ponç V era haver pres a la força les jurisdiccions de Foixà i d'haver aixecat forques "Ja sia quels veguers de Gerona les hi han alcunes vegades derrocades e cremades". El 1359 posseïa el castell Bernat Alemany d'Orriols, cosí de la reina Sibil·la de Fortià, qui entrà en discòrdia amb el comte Joan I d'Empúries. Es desfermà una guerra oberta i el castell fou assetjat pel comte. La intervenció de Pere el Cerimoniós, en favor del parent de la reina, acabà amb la signatura d'una treva humiliant per part del comte.